# Laporte (Minnesota)
Laporte ist eine Kleinstadt (mit dem Status „City“) im Hubbard County im US-amerikanischen Bundesstaat Minnesota. Das U.S. Census Bureau hat bei der Volkszählung 2020 eine Einwohnerzahl von 134 ermittelt.

## Geografie
Laporte liegt in einer seenreichen Landschaft im mittleren Norden von Minnesota auf 47°12′50″ nördlicher Breite und 94°45′18″ westlicher Länge. Der Ort erstreckt sich über 1,81 km².
Benachbarte Orte von Laporte sind Cass Lake (29,1 km nordöstlich), Walker (19,6 km südöstlich) und Lake George (20,7 km westlich).
Die nächstgelegenen größeren Städte sind Fargo in North Dakota (192 km westsüdwestlich), Winnipeg in Kanada (410 km nordnordwestlich), Duluth am Oberen See (234 km ostsüdöstlich) und Minneapolis (314 km südsüdöstlich).
Die Grenze zu Kanada befindet sich 205 km nördlich.

## Verkehr
Von Westen nach Südosten verläuft die Minnesota State Route 34 als Hauptstraße durch das Stadtgebiet. Alle weiteren Straßen sind untergeordnete und teils unbefestigte Fahrwege sowie innerörtliche Verbindungsstraßen.
In nordwest-südöstlicher Richtung verläuft durch das Stadtgebiet von Laporte auf der Trasse einer ehemaligen Eisenbahnstrecke der Burlington Northern Railroad mit dem Paul Bunyan State Trail ein Rail Trail für Wanderer und Radfahrer. Im Winter kann der Wanderweg auch mit Schneemobilen befahren werden.
Der 14,9 km südöstlich gelegene Walker Municipal Airport ist der nächste Flugplatz. Die nächsten Großflughäfen sind der Hector International Airport in Fargo (205 km westsüdwestlich), der Winnipeg James Armstrong Richardson International Airport (417 km nordnordwestlich) und der Minneapolis-Saint Paul International Airport (338 km südsüdöstlich).

## Demografische Daten
Nach der Volkszählung im Jahr 2010 lebten in Laporte 111 Menschen in 55 Haushalten. Die Bevölkerungsdichte betrug 61,3 Einwohner pro Quadratkilometer. In den 55 Haushalten lebten statistisch je 2,02 Personen.
Ethnisch betrachtet setzte sich die Bevölkerung zusammen aus 87,4 Prozent Weißen, 0,9 Prozent (eine Person) Afroamerikanern sowie 4,5 Prozent amerikanischen Ureinwohnern; 7,2 Prozent stammten von zwei oder mehr Ethnien ab. Unabhängig von der ethnischen Zugehörigkeit waren 0,9 Prozent (eine Person) der Bevölkerung spanischer oder lateinamerikanischer Abstammung.
16,2 Prozent der Bevölkerung waren unter 18 Jahre alt, 68,5 Prozent waren zwischen 18 und 64 und 15,3 Prozent waren 65 Jahre oder älter. 45,0 Prozent der Bevölkerung war weiblich.
Das mittlere jährliche Einkommen eines Haushalts lag bei 39.375 USD. Das Pro-Kopf-Einkommen betrug 22.140 USD. 10,9 Prozent der Einwohner lebten unterhalb der Armutsgrenze.